# Ulrik Ortenburški
Ulrik Ortenburški (* 1188 ; † 14. september 1253 ) je bil kot Ulrik I. Krški škof.
Ulrik Ortenburški se je rodil kot tretji sin grofa Otona II. Ortenburškega in je bil nečak nekdanjega protiškofa Hermana Ortenburškega. Leta 1221 je bil izvoljen za krškega škofa, ne da bi prej prejel višje posvečenje. Ulrik Ortenburški je kmalu postal zagovornik prizadevanj krške škofije za osamosvojitev od Salzburške metropolitanske cerkve. Zato ni hotel prejeti regalije od nadškofa Eberharda II. in se je v zvezi s tem obrnil na  papeža Gregorja IX.. Nadškof Eberhard II.  je preprečil papeško odločitev in dosegel knežjo razsodbo kralja Henrika VII., ki je krškega škofa zavezovala k prejemu regalij iz njegove roke.
Škof Ulrik je s svojo vojno oborožitvijo proti Salzburgu in s tožbami pred apostolskim sedežem pahnil že tako zadolženo škofijo v še večje dolgove.
V miru, sklenjenem leta 1230 v San Germanu med cesarjem Friderikom II. in papežem, je bila obravnavana tudi tema Krke, ki je bila jasno odločena v korist salzburškega nadškofa. Vendar se krški škof ni dal in se je še naprej oboroževal proti Salzburgu. Ulrikov prijatelj, vojvoda Bernard Spanheimski, ki je bil prej na strani škofa, je zdaj posredoval kot posrednik in spravil Ulrika z Eberhardom II.. Dne 9. oktobra 1232 je bila v Salzburgu podpisana pogodba med krškim in salzburškim stolnim kapitljem, ki je urejala vprašanje nove zasedbe krške škofije za naslednjih tristo let. Po njenih določbah je moral salzburški nadškof predložiti tričlanski predlog krškemu stolnemu kapitlju, izvoljeni kandidat pa je moral nato nadškofu priseči zvestobo. To je nato potrdil tudi papež.
Po miru s Salzburgom se je škof sprl z rodbino Pegavskih-Pfanberških, ki je vladala na Štajerskem, in so mu odvzeli celo rezidenčno palačo v Štrasburgu. Škof je odpotoval k papežu Inocencu IV. v Lyon, da bi poiskal pravico na najvišji ravni. Kmalu po njegovi vrnitvi pa je Ulrik gotovo spet dobil svoj grad. Po več kot 20 letih vladanja je škof umrl 14. septembra 1253. Njegovo zadnje počivališče ni znano.